# Лукаш Крпалек
Лукаш Крпалек (Јихлава, 15. новембар 1990) је чешки џудиста и олимпијски победник. 
Џудом је почео да се бави са седам година. На Европском првенству за кадете 2006. освојио је сребро, а 2008. постао је светски и европски јуниорски првак. Светско јуниорско злато одбранио је 2009. На Светском првенству за сениоре 2011. освојио је бронзану медаљу. Такмичио се на Олимпијским играма у Лондону где је био седми. На Европском првенству 2013. освојио је златну медаљу, а на Светском првенству сребрну. Златну медаљу на Европском првенству одбранио је 2014, а исте године постао је и светски првак. На Европским играма у Бакуу 2015. дошао је до сребра, а на Светском првенству био је пети. Највећи успех остварио је на Олимпијским играма 2016. у Рио де Жанеиру када је освојио олимпијско злато.